# Eurhabdus longissimus
Eurhabdus longissimus är en tvåvingeart som beskrevs av Tomasovic 2002. Eurhabdus longissimus ingår i släktet Eurhabdus och familjen rovflugor. Inga underarter finns listade i Catalogue of Life.